# آنتونیو اگاس مونیس
آنتونیو اگاس مونیس (به پرتغالی: António Caetano de Abreu Freire Egas Moniz) (زاده ۲۹ نوامبر ۱۸۷۴ – درگذشته ۱۳ دسامبر ۱۹۵۵) متخصص عصب‌شناسی و از توسعه‌دهندگان آنژیوگرافی مغزی اهل پرتغال بود. از وی به‌عنوان یکی از بنیانگذاران جراحی روانی یاد می‌شود. او در سال ۱۹۴۹ به‌خاطر توسعه یک نوع عمل جراحی به نام لوکوتومی-که امروزه باعنوان لوبوتومی شناخته می‌شود-به‌همراه والتر رودلف هس برنده جایزه نوبل فیزیولوژی و پزشکی شد. وی اولین پرتغالی‌ای است که برنده این جایزه شده‌است.